# Class 81
De Class 81 is een Britse elektrische locomotief die is gebouwd in het kader van de elektrificatie van de West Coast Main Line. De reeks is een van de vijf voorseries die gebouwd zijn om te komen tot een standaard locomotief, de latere Class 86, voor de West Coast Main Line. De reeks kreeg aanvankelijk de aanduiding AL1, voluit AC Locomotive 1st design, ofwel wisselstroomlocomotief ontwerp 1.